# X Pro
X Pro, anciennement TweetDeck, est une application logicielle, créée en 2008, qui permet de consulter et gérer un ou plusieurs comptes X (anciennement Twitter), via une interface graphique composée de plusieurs colonnes. Depuis 2016, l'application est exclusivement disponible via un navigateur web, après l'arrêt du support des versions Microsoft Windows et Mac OS X.
Le 25 mai 2011, X Corp, à l'époque encore appelé Twitter, annonce le rachat de TweetDeck pour 40 millions de dollars et décide de mettre fin au fonctionnement du logiciel sur toutes les plateformes mobiles ainsi que sur la plateforme AIR, cet arrêt est effectif à partir du 7 mai 2013.
Depuis le 15 août 2023 et le changement de nom de Twitter en X, TweetDeck est devenu « X Pro »  et est dorénavant réservé aux utilisateurs qui ont souscrit au programme Premium (anciennement Blue).

## Historique
Ian Dodsworth créa seul l'application en 2008, à l'aide de la technologie Adobe AIR. Il fonda la société TweetDeck Ltd afin de viabiliser son fonctionnement et leva rapidement 500 000 $ auprès de business angels afin de poursuivre son développement.
En mai 2011, la société Twitter racheta TweetDeck pour 25 millions de livres, alors que des rumeurs concernant un rachat par Bill T. Gross entre 15 et 20 millions de livres était en cours. L'application était devenue la seconde plus populaire pour utiliser Twitter, derrière l'application officielle,.
À la suite du rachat de Twitter par Elon Musk en octobre 2022 et le changement de nom de l'entreprise pour X, TweetDeck est renommé « X Pro » en août 2023. X Corp annonce que X Pro deviendra progressivement une fonctionnalité réservée aux abonnements X Premium, et donc payant. L'ancienne version TweetDeck est encore disponible mais n'est plus mise à jour.

## Fonctionnalités
L'intérêt de X Pro réside dans sa gestion des flux par colonne : les flux de l'utilisateur sont représentés sous forme de colonnes, permettant ainsi d'avoir plusieurs flux sur le même écran. En fonction de la taille de l'écran, il est ainsi possible de suivre en parallèle une dizaine de flux. Ces colonnes peuvent représenter le flux d'actualités, les favoris de l'utilisateur, les messages privés, des listes, etc. Chaque colonne peut être configurée pour filtrer les tweets selon leur contenu et émettre un son à l'arrivée d'un nouveau tweet dans la colonne. Ainsi, l'utilisateur peut être averti quand il reçoit une réponse ou un retweet.
X Pro propose également une gestion multi-comptes, permettant de voir et d'envoyer des tweets via des comptes X distincts. X Pro propose aussi une option pour planifier des Tweets.
Jusqu'en mai 2013, X Pro supportait également les comptes Facebook. Cependant, à la suite du rachat par Twitter, Inc. (en), cette intégration a été supprimée, afin de se concentrer sur le réseau social du groupe.